# Николай Святоша
Николай Святоша (в миру Святослав Давыдович Луцкий; ок. 1080 — 14 октября 1143) — сын черниговского князя Давида Святославича, правнук Ярослава Мудрого. В 1106 году принял монашеский постриг в Печерском монастыре под именем Николай, став первым русским князем-иноком. Канонизирован в лике преподобных, память совершается в Русской церкви 28 сентября и 14 октября по юлианскому календарю. В 1987 году имя Николая Святоши было включено в Собор Тульских святых (празднование Собору совершается 22 сентября по юлианскому календарю).

## Жизнеописание
До пострига был князем Луцка, по достижении совершеннолетия женился, имел детей (одна из дочерей была супругой князя Всеволода Мстиславовича). Принимал участие в междоусобице, возникшей по причине ослепления князя Василька. Был лишён своего удела русско-половецкими войсками. После этого не стал бороться за возвращение своего удела и 17 февраля 1106 года (1107) принял монашеский постриг в Киево-Печерской лавре.

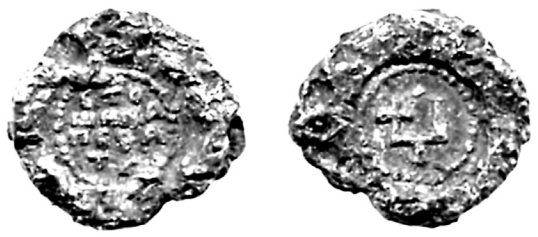
Печать Николая Святоши — Святослава Давыдовича Луцкого

В монастыре первые три года работал в келарне: колол дрова, носил воду, а затем стал монастырским привратником. За исполнение этих послушаний получил по решению игумена отдельную келью и разбил перед ней огород. Николай много времени проводил за чтением книг, которые он приобретал на деньги, полученные от рукоделья и огородничества, после его смерти в монастыре осталась принадлежавшая ему библиотека. По поручению Николая был сделан перевод с греческого языка послания папы римского Леонтия против ереси Евтихия. В 1142 году Николай, по просьбе своего двоюродного брата великого князя Киевского Всеволода Ольговича, отлучился из монастыря для примирения черниговских князей с их братьями.
Скончался Николай Святоша 14 октября 1143 года. Его мощи находятся в Ближних пещерах Киево-Печерской лавры. Почитается как чудотворец — житие, составленное владимирским епископом Симоном (начало XIII века), описывает чудо исцеления власяницей Николая Святоши великого князя Изяслава.

## Комментарии
1. ↑  Николай было крестильным или монашеским именем Святослава Давыдовича. Ему также ошибочно приписывается крестильное имя Панкратий[3].
2. ↑  Возможно, её имя было Анна.
3. ↑  Супруги были по мужской линии праправнуками Ярослава Мудрого, то есть приходились друг другу четвероюродными братом и сестрой.